# Allocoelia
Tribu
Genre
Allocoelia est le seul genre de la tribu Allocoeliini, hyménoptères de la famille des Chrysididae.

## Taxinomie
Le genre Allocoelia regroupe les espèces suivantes :
- Allocoelia bidens Edney
- Allocoelia capensis (Smith)
- Allocoelia edneyi Kimsey
- Allocoelia glabra Edney
- Allocoelia latinota Edney
- Allocoelia minor Mocsáry
- Allocoelia mocsaryi (Brauns)
- Allocoelia quinquedens Edney
- Allocoelia trautmanni Brauns